# Condictio certae pecuniae
Die condictio certae pecuniae bezeichnet im römischen Formularprozess die Klage des Gläubigers auf Leistung einer genau angegebenen Geldmenge, dem certum. Zu dieser Leistung kann sich der Schuldner durch Stipulation (stipulatio = formales Versprechen/Gelöbnis; stipulatio certi) verpflichtet haben. Der Prätor gestaltet die Klageformel in iure entsprechend aus, wenn die Voraussetzung erfüllt ist, dass die Leistung der Geldsumme bei Fälligkeit nicht erbracht worden ist.
Die Musterfassung des Klagetyps ist zuverlässig belegt. Problematisch waren condictiones, wenn Schuldnermehrheit vorlag und gegenüber dem Prätor unklar blieb, ob im Innenverhältnis der Parteien eine Solidarobligation oder einzelne Inanspruchnahme (vgl. Gesamtschuld) vereinbart worden war.